# Mate Maleš
 (Janvier 2021).
Mate Maleš, né le 11 mars 1989 à Šibenik, est un footballeur international croate qui évolue au poste de milieu défensif.

## Palmarès
- Championnat de Croatie : 2017
- Coupe de Croatie : 2017
- Supercoupe de Roumanie : 2018